# 世界基督教
世界基督教（英語：World Christianity，可釋作世界基督宗教或普世基督教）或 全球基督教（Global Christianity）是個學術名詞，它嘗試表達基督教的全球化特質，尤其著重「非西方基督教」在基督教信仰上的詮釋，即「全球南方」(The Global South)地域，如亞洲、非洲和拉丁美洲等大洲對基督教的理解。此外，這詞也嘗試了解散落在西歐和北美洲的本土基督教信仰。

## 歷史
「世界基督教」此詞最早出現於 法蘭西·約翰·麥康諾在1929年的文獻和亨利·P·范杜森在1947年的文獻。宣教歷史學家肯尼思．斯科特．賴德烈也曾以「世界基督教團契」和「世界基督教群體」等類似名詞表達相近意思 。對這些學者來說，世界基督教本應用作宣揚基督教宣教觀和教會合一, 但是在第二次世界大戰後，由於去殖民化和國家獨立等事件，宣教事工在許多國家如北韓、中國以及部份亞洲和非洲國家已停頓， 世界基督教此名詞也因此而失去了原有的概念。
現在此名詞已甚少強調宣教和教會合一。然而，由於很多歷史學家意識到廿世紀基督教的「全球轉移」(Global Shift), 即基督教的重心由歐洲和北美洲等地轉移至全球南方,現在「世界基督教」多用作形容基督教在二千多年歷史中的多樣性。
另一個與「世界基督教」相關的名詞是「全球基督教」。對學者拉明·珊拿來說，「全球基督教」是一種歐洲認知的基督教，只強調複製歐洲的基督教模式，而對比起來,「世界基督教」更能對基督教福音的多樣性作出本土回應。

## 著名學者
世界基督教的著名學者包括安德魯·華爾斯、 拉明·珊拿 、拜仁·士丹利和黛娜·羅伯特。前三位學者均活躍於「宣教運動與世界基督教耶魯-愛丁堡群組」。近期，克勞斯·科施尼克和「慕尼黑學派」裡的世界基督教學科也嘗試研究世界基督教的多樣性。 除了這幾個歷史學家外，最近也有不少神學家嘗試從系統神學的角度理解世界基督教，如靈恩派的韋利馬蒂·卡維里和天主教的潘彼得。